# Fuelling Poverty
Fueling Poverty es un documental nigeriano de 2012 dirigido por Ishaya Bako que narra las actividades del movimiento Occupy Nigeria cuando estaba en su punto culminante a principios de 2012. El video de 28 minutos también incluye apariciones especiales del premio Nobel Wole Soyinka, Femi Falana, Nasir Ahmad el-Rufai, Seun Kuti y Desmond Elliot. Ganó el premio al Mejor Documental en la novena edición de los Premios de la Academia del Cine Africano.

## Censura
El gobierno nigeriano a través de la Junta Nacional de Censores de Cine y Video (NFVCB) prohibió la exhibición pública del video afirmando que "... el contenido es muy provocativo y probablemente incite o fomente el desorden público y socave la seguridad nacional". A los productores del documental a través de NFVCB Lawyer también se les "... recomendó encarecidamente no distribuir ni exhibir el documental. Todas las agencias de seguridad nacional relevantes están en alerta".